# Julio César Borboa
Julio César Borboa García (* 12. August 1969 in Guaymas, Mexiko) ist ein ehemaliger mexikanischer Boxer im Superfliegengewicht.

## Profikarriere
1988 begann Borboa erfolgreich seine Profikarriere. Am 16. Januar 1993 boxte er gegen Robert Quiroga um den Weltmeistertitel des Verbandes IBF und siegte durch technischen K. o. in Runde 12. Diesen Titel verteidigte er insgesamt fünf Mal und verlor ihn im August 1994 an Harold Grey nach Punkten.
1995 beendete er seine Karriere.